# علی قندیل
علی قندیل (انگلیسی: Ali Kandil؛ زادهٔ ۲۰ دسامبر ۱۹۲۱) داور فوتبال اهل کشور مصر بود.
وی داور مسابقات مهمی همچون جام جهانی فوتبال ۱۹۶۶ و جام جهانی فوتبال ۱۹۷۰ بوده است.